# Gallaudet DB-1
Il Gallaudet DB-1 fu un bombardiere diurno, monomotore e monoplano ad ala bassa, sviluppato dall'azienda aeronautica statunitense Gallaudet Aircraft Company nei primi anni venti del XX secolo e rimasto allo stato di prototipo.
Realizzato in due esemplari, entrambi mai avviati alla produzione, il primo interamente metallico ma con il solo secondo velivolo profondamente rivisto (DB-1B), alleggerito e realizzato a tecnica mista, portato in volo nell'agosto 1923, fu proposto come dotazione ai reparti di bombardamento dell'United States Army non riuscendo tuttavia, a causa dei numerosi problemi che afflissero tutta la sua fase di sviluppo, ad attrarre alcun interesse da parte delle autorità dell'esercito.
Fu il primo modello a cui venne data la designazione ufficiale DB (Day Bombardment) appena introdotta dalle convenzioni di designazione US Army.

## Storia del progetto
Al termine della prima guerra mondiale lo US Army, l'esercito statunitense, aveva l'esigenza di creare un adeguato parco velivoli per equipaggiare i reparti della propria componente aerea, l'allora denominato Air Service. In quest'ambito la Gallaudet Aircraft Company, azienda fondata nel 1917 assorbendo la Gallaudet Engineering del pioniere dell'aviazione Edson Fessenden Gallaudet, decise di sviluppare un modello adatto a ricoprire il ruolo di bombardiere diurno. L'ufficio tecnico decise di avviare il progetto tecnicamente, per l'epoca, avanzato, di un velivolo dalla struttura interamente metallica, un monomotore caratterizzato fusoliera monoscocca che integrava la cabina di pilotaggio aperta, con configurazione alare monoplana, impennaggio classico monoderiva e carrello d'atterraggio fisso. Il disegno, aerodinamicamente pulito e privo di rinforzi esterni, come i tiranti in cavetto metallico usuali in altri velivoli monoplani dell'epoca, avrebbe consentito al velivolo di raggiungere una velocità massima di 144 mph (232 km/h), in linea con le prestazioni raggiunte dai caccia del periodo.
Il prototipo, codice di registrazione AS.64238 e indicato come DB-1, pur risultando più pesante di oltre una tonnellata rispetto alle specifiche di progetto, venne consegnato per le prove di valutazione verso la fine del 1921, tuttavia risultando evidentemente sottopotenziato non venne mai portato in volo. Inoltre i test statici rivelarono inconvenienti con il sistema di controllo di volo e nei piani alari, affetti da gravi problemi strutturali, questi ultimi dovuti alla scarsa padronanza della tecnologia utilizzata dall'azienda che non era in grado di prevedere lo stress dei materiali che ricoprivano le superfici di controllo.
L'azienda decise allora di intervenire pesantemente nel progetto originale. Pur mantenendo inalterata l'impostazione generale, al fine di ridurre la massa del velivolo l'ufficio tecnico decise di abbandonare la struttura interamente metallica, ricostruendo la fusoliera adottando una più tradizionale struttura in tubi saldati, nella zona verso coda ricoperta in tessuto, così come erano in tessuto le superfici di controllo. Anche l'ala venne riprogettata, rinforzandola, e alla fine il velivolo, registrazione AS.64239 e che assunse la denominazione DB-1B, ottenne il risultato sperato risultando sostanzialmente più leggero del suo predecessore. Consegnato alle autorità militari volò per la prima volta il 1º agosto 1923, tuttavia le successive prove di volo rivelarono prestazioni non all'altezza delle aspettative, di conseguenza il programma di sviluppo fu interrotto.

## Utilizzatori
Stati Uniti
- United States Army Air Service